# Кубок России по современному пятиборью 2017
Кубок России среди мужчин был проведен в Москве с 15 по 19 февраля 2017 года.
В первый день программы прошли два полуфинала, определившие 36 спортсменов (всего выступало 62 пятиборцев), которые 19 февраля продолжили борьбу за почетный трофей. Медали разыгрывались в лично и командном первенстве.

## Полуфинальные соревнования.
Первый полуфинал прошел под знаком преимущества олимпийского чемпиона Александра Лесуна. Он очень уверенно прошел все дисциплины четырехборья, и, набрав 1175 очков, на 38 баллов опередил финишировавшего вторым Александра Лифанова. Правда, для Лесуна этот старт является проверочным. В финале он стартовать не будет.
Благодаря этому в финал отобрался и показавший 37-й результат в предварительных соревнованиях Кирим Шехмаметьев. Он выступал в группе «В», где лучший результат показал Максим Кузнецов. 
- ТЕХНИЧЕСКИЕ РЕЗУЛЬТАТЫ.

Полуфинал «А»
1. Александр Лесун (Москва) – 1175. 
2. Александр Лифанов (Самарская область) – 1137. 
3. Сергей Баранов (Нижегородская область) – 1136. 
4. Андрей Панькин (Санкт-Петербург) – 1136.
Полуфинал «В»
1. Максим Кузнецов (Москва) – 1148. 
2. Артём Кабанов (Самарская область) – 1139. 
3. Борис Кокряков (Нижегородская область) – 1125.

## Финал.
Мужские соревнования Кубка России – 2017 завершились уверенной победой самарского пятиборца Олега Наумова. Вторым финишировал нижегородец Кирилл Беляков, третьим – москвич Максим Кузнецов. В командном первенстве лучшими стали москвичи, которые всего на 6 очков опередили нижегородцев.
Пятиборцы Самары здорово начали новый сезон. Январский Зимний турнир выиграл Илья Фролов, а на Кубке России борьбу за первое место повели Олег Наумов, Александр Пушкарёв и Александр Лифанов.  
Плавание, фехтование. 19 февраля 2017 года. Спортивная база "Северный.
После фехтования, правда, лидерство захватил нижегородец Дмитрий Соколов, которому Лифанов проигрывал 9 очков.
Конкур.
"Спортивная база "Новогорск".
Конкур не удался обоим лидерам. Соколов стал в нем лишь 27-м (257 очков), а Лифанов и вовсе получил нулевую оценку за четыре закидки. А на первое место вышел Пушкарёв, которому всего 10 баллов проигрывал Наумов. Ему еще 10 очков уступал опытнейший Сергей Карякин. 
Положение после трех видов.
1. Сергей Карякин (Москва) – 867. 
2. Александр Пушкарев (Самарская область) – 866.
3. Егор Пучкаревский (Москва) – 865.
4. Андрей Панькин (Санкт-Петербург) – 860. 
5. Кирилл Беляков (Нижегородская область) – 857. 
- 19 февраля 2017 года. Легкоатлетический манеж . Спортивная база "Новогорск".

В комбайне Пушкарёв и Карякин выступили неудачно, оказавшись в итоговом протоколе на 11-м и 10-м местах соответственно. А Наумов захватил лидерство и уверенно финишировал первым. Второе место в острой борьбе с Максимом Кузнецовым завоевал Кирилл Беляков.
Итоговые результаты.
Личное первенство. Финал.
- Личное первенство. Итоговые результаты.

| Место | Спортсмен         | Город, Республика | Разряд | Плавание     | Фехтование    | Конкур | Комбайн      | Сумма |
| 1.    | Олег Наумов       | Самара            | МСМК   | 02:00.43/310 | 226/21V - 14D | 300    | 11.12,00/628 | 1464  |
| 2.    | Беляков Кирилл    | Нижний Новгород   | МСМК   | 01:59.82/311 | 226/21V - 14D | 279    | 11.03,00/637 | 1453  |
| 3.    | Кузнецов Максим   | Москва            | МСМК   | 02:06.58/297 | 220/20V - 15D | 293    | 11.01,00/639 | 1449  |
| 4.    | Главатских Даниил | Москва            | МСМК   | 01:59.99/311 | 178/13V - 22D | 300    | 10.56,00/644 | 1433  |
| 5.    | Овчаров Валерий   | Самара            | МСМК   | 02:05.71/299 | 214/19V - 16D | 286    | 11.08,00/632 | 1431  |
| 6.    | Бардышев Вячеслав | Москва            | МСМК   | 02:04.89/301 | 214/19V - 16D | 300    | 11.25,00/615 | 1430  |

- Командное первенство. Итоговые результаты.

| Место | Город, Регион      | Спортсмены                                            | Сумма |
| 1.    | Москва             | Карякин Сергей Вячеслав Бардышев Александр Савкин     | 4278  |
| 2.    | Нижний Новгород    | Беляков Кирилл Баранов Сергей Белоусов Алексей        | 4272  |
| 3.    | Самарская область  | Фролов Илья Лифанов, Александр Петрович Лукач Дмитрий | 1449  |
| 4.    | Московская область | Секретев Павел Малюченко Никита Малюченко Игорь       | 2702  |
| 5.    | Санкт-Петербург    | Панькин Андрей Дудко Николай Дудко Антон              | 2568  |